# Vama, Suceava
Vama là một xã thuộc hạt Suceava, România. Dân số thời điểm năm 2002 là 6031 người.